# Xiao Junfeng
Xiao Junfeng (chinesisch 肖俊鋒, Pinyin Xiào Jùnfēng; * 12. Juli 1979 in Xi’an) ist ein ehemaliger chinesischer Kunstturner.

## Karriere
Xiao wurde 1997 mit der chinesischen Mannschaft Weltmeister im Mannschaftsmehrkampf. Zwei Jahre später gewann er den chinesischen Meistertitel im Mannschaftsmehrkampf, im Jahr 2000 wurde er nationaler Meister im Sprung.
Bei den Olympischen Spielen 2000 in Sydney wurde er mit der chinesischen Mannschaft Olympiasieger im Mannschaftsmehrkampf. Im Einzelmehrkampf belegte er in der Qualifikation Platz 70.